# Døds
Døds es una modalidad deportiva de salto de trampolín amateur creado en Noruega. La prueba consiste en saltar desde una plataforma de diez metros de altura.
A pesar de no estar registrado por la Federación Noruega de Natación (NSF), se celebran campeonatos mundiales divididos en dos competiciones: clásico y estilo libre. En el clásico, los competidores deben volar horizontalmente con sus extremidades extendidas en formación de X hasta que lleguen al agua. Para evitar lesiones, estos deben ponerse en posición fetal justo antes de entrar en contacto con el agua rompiendo así la tensión superficial ayudados con sus pies, rodillas y codos. Una vez realizado el salto, los jueces se encargan de puntuar el salto en función del tiempo en el que el participante ha mantenido su pose original.
En cuanto a la modalidad de estilo libre, estos realizan varias acrobacias durante el salto, de ahí el nombre.

## Historia
El término "Dødsing" tiene su origen en el estilo característico de salto del complejo de natación Frognerbadet, localizado en el distrito de Frogner, Oslo desde los años 60, donde jóvenes de diferentes puntos de la capital competían por ver quién realizaba los saltos más arriesgados desde una altura de diez metros.
El deporte fue formalizado en verano de 1972 por Erling Bruno Hovden, guitarrista del grupo Raga Rockers.
En 2008 se llevó a cabo la edición inaugural bajo el nombre de "VM i Døds". Desde entonces se ha ido celebrando de manera anual como competición deportiva informal.
En los últimos años, han asistido cerca de tres mil espectadores.